# Viktoriapark

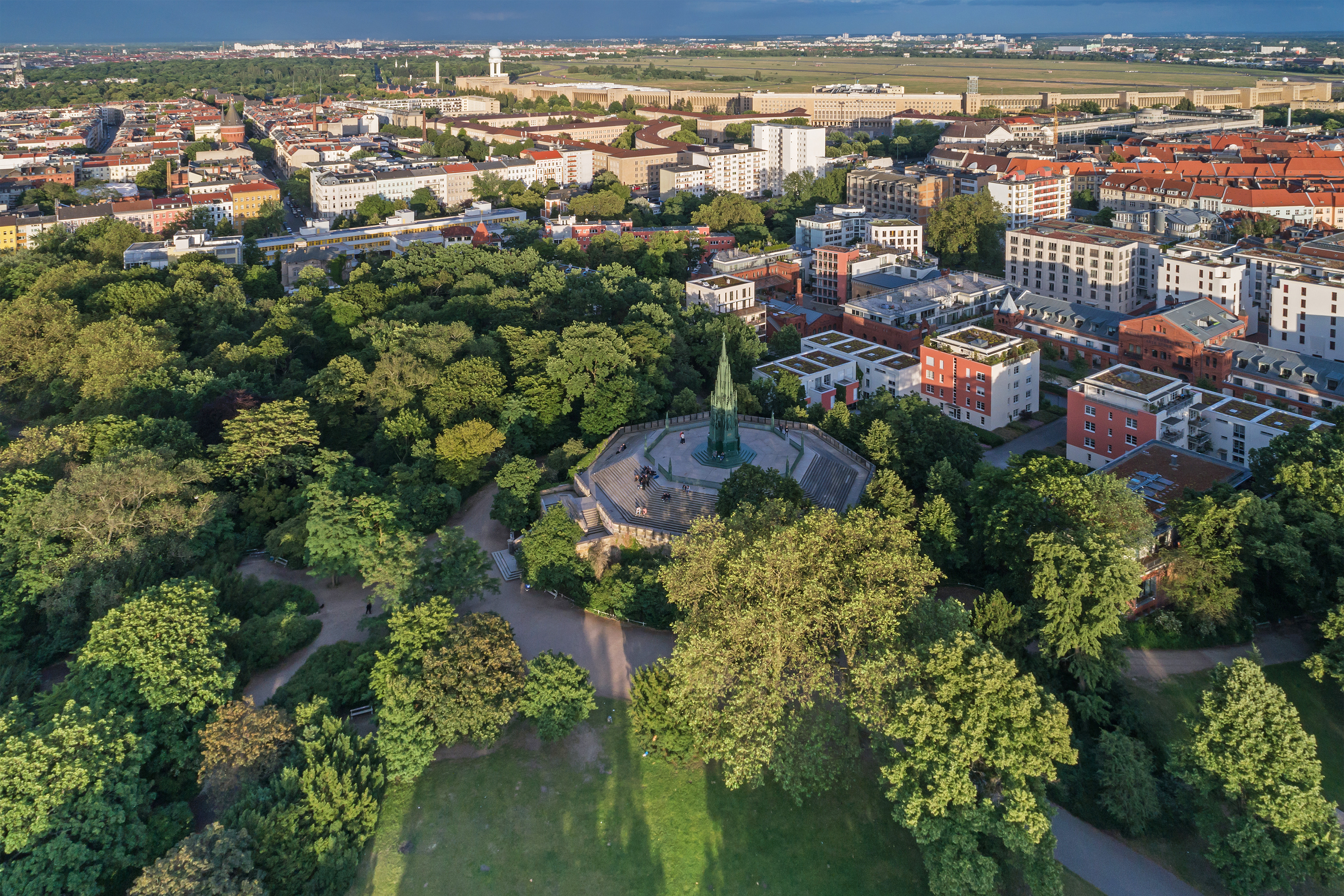
Viktoriapark i Kreuzberg.

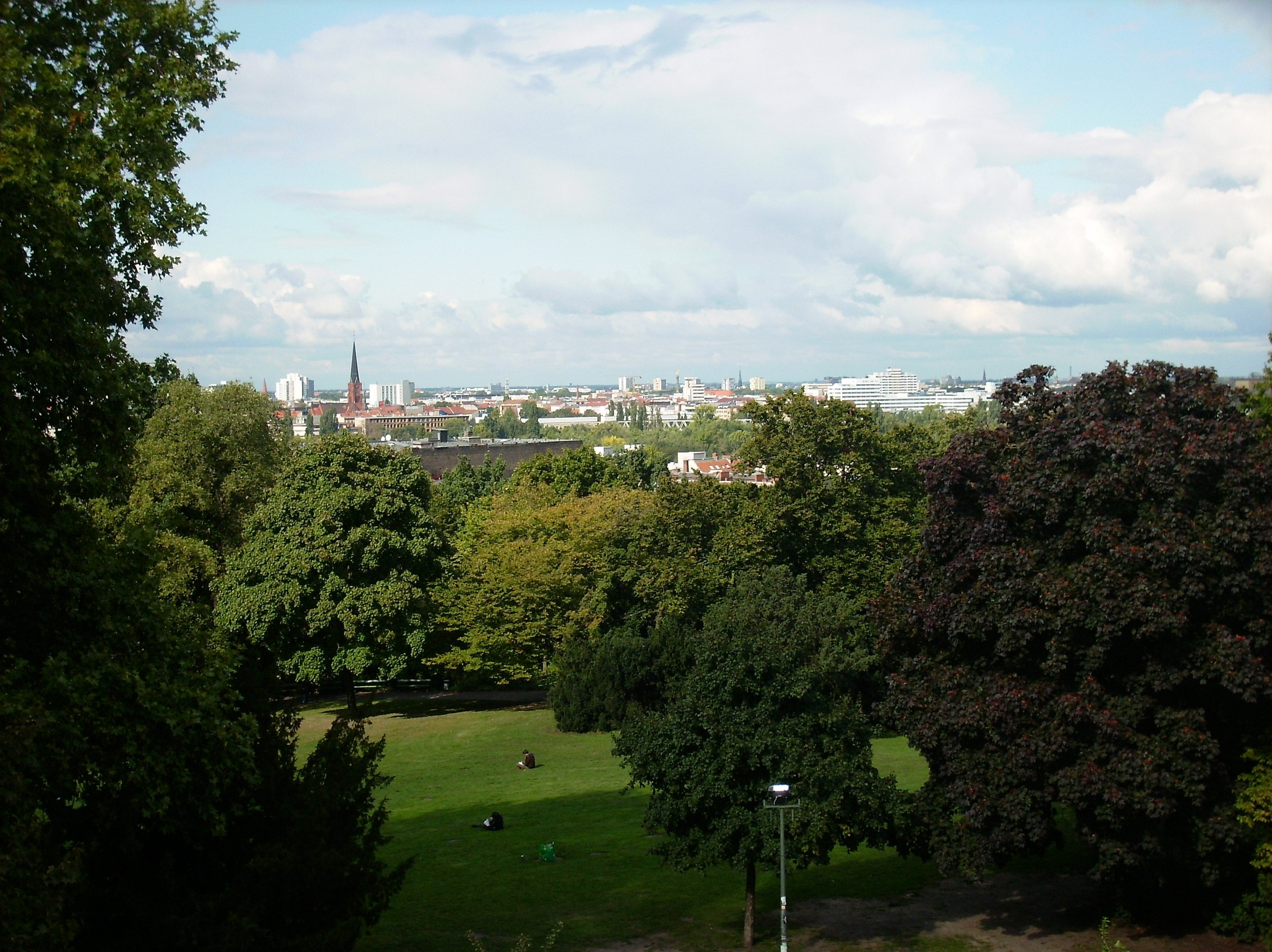
Utsikt från Viktoriapark

Viktoriapark är en stadspark i stadsdelen Kreuzberg i Berlin. Parken ligger delvis på berget Kreuzberg med Nationella minnesmärket för befrielsekriget från Napoleon på toppen med en utsiktsplattform. Vidare finns det ett vattenfall som rinner ner från berget till en damm. Parken består även av stora gräsmattor.
Viktoriapark skapades 1821 av Karl Friedrich Schinkel. Från parken är det en storslagen utsikt över södra delen av Berlin. Parken är en av de mest populära bland invånarna i Kreuzberg. 
Närmaste tunnelbanestation är Platz der Luftbrücke.

## Fotogalleri

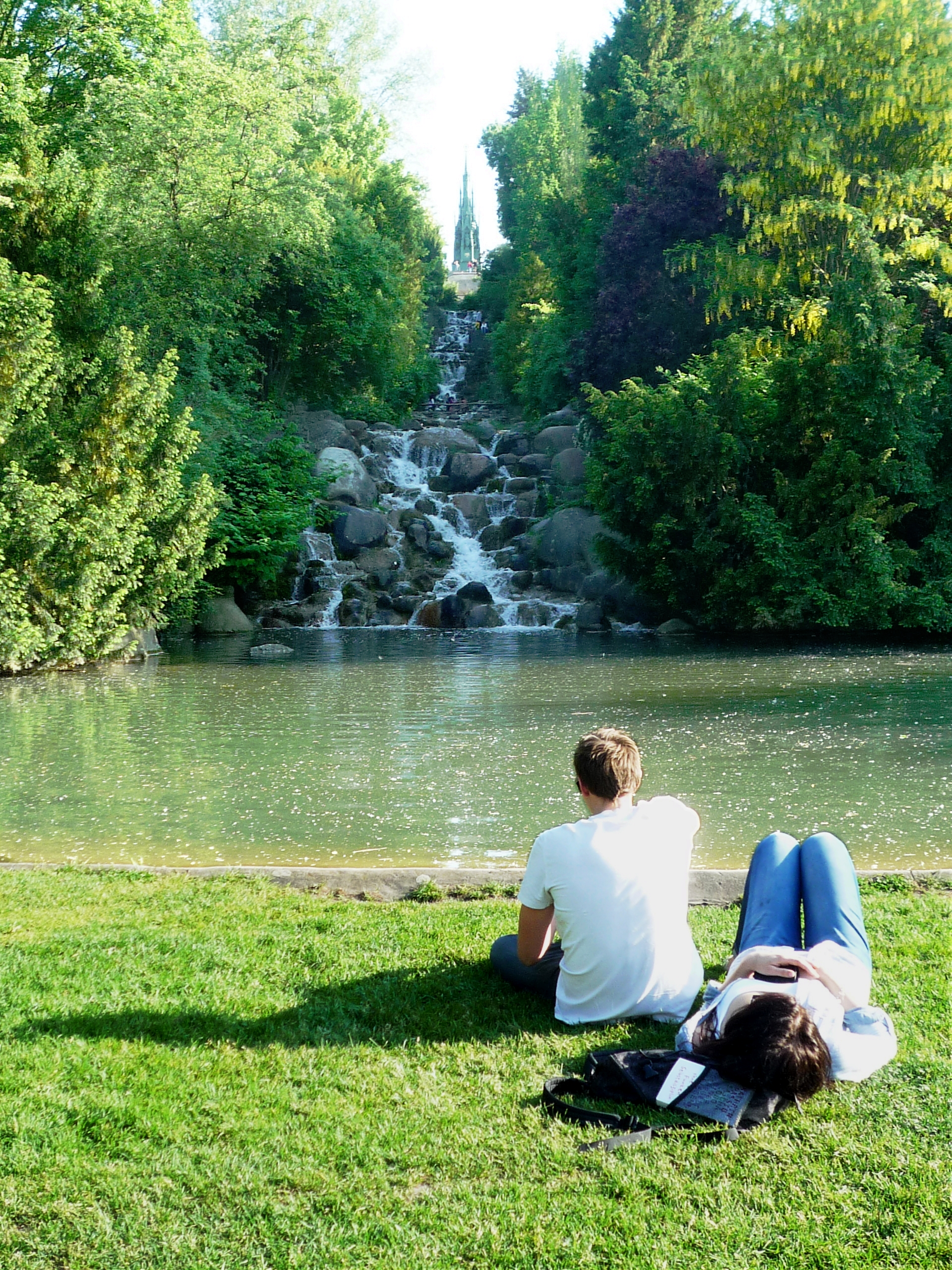
Vattenfall i Viktoriapark
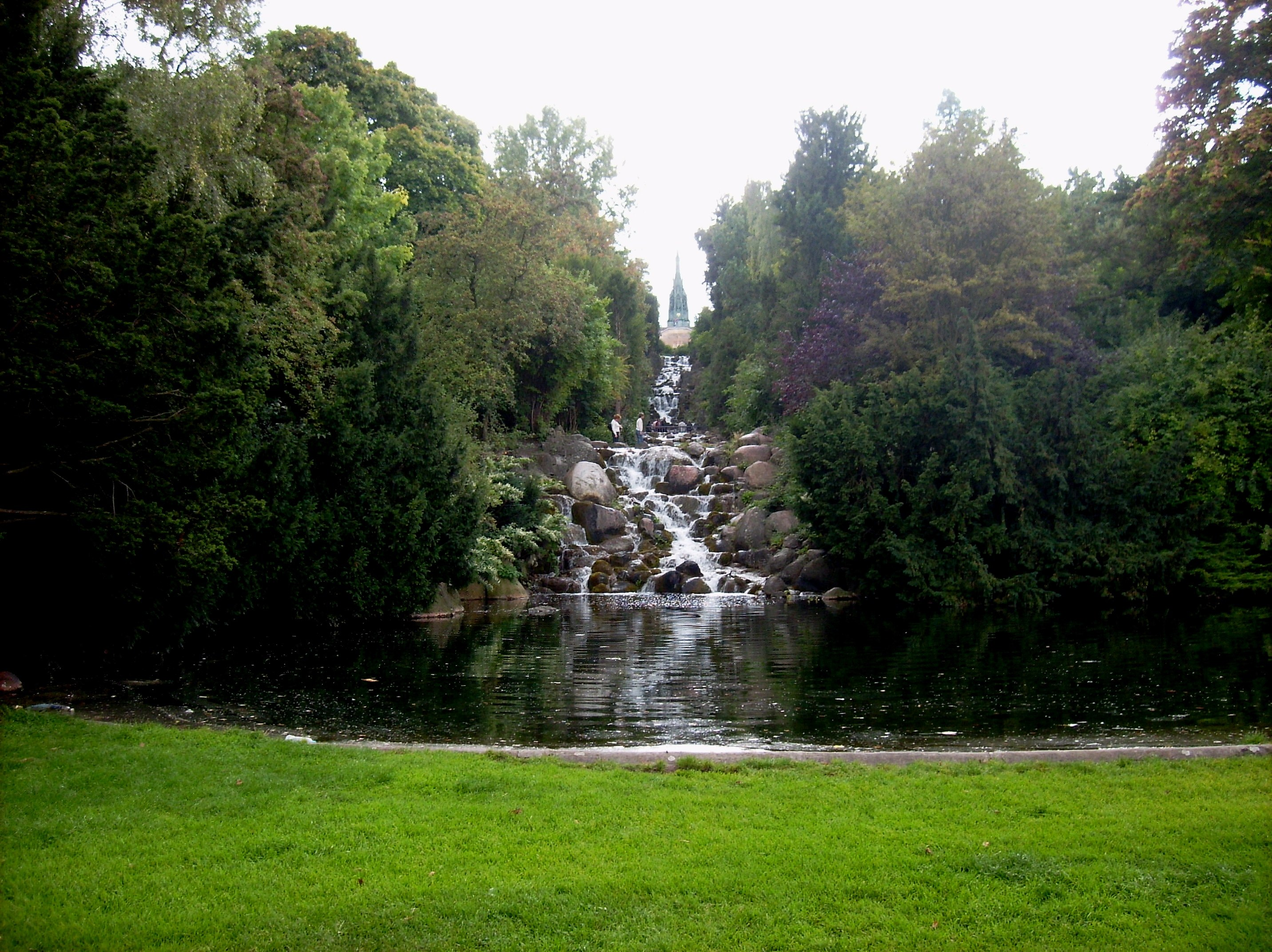
Vattenfall i Viktoriapark
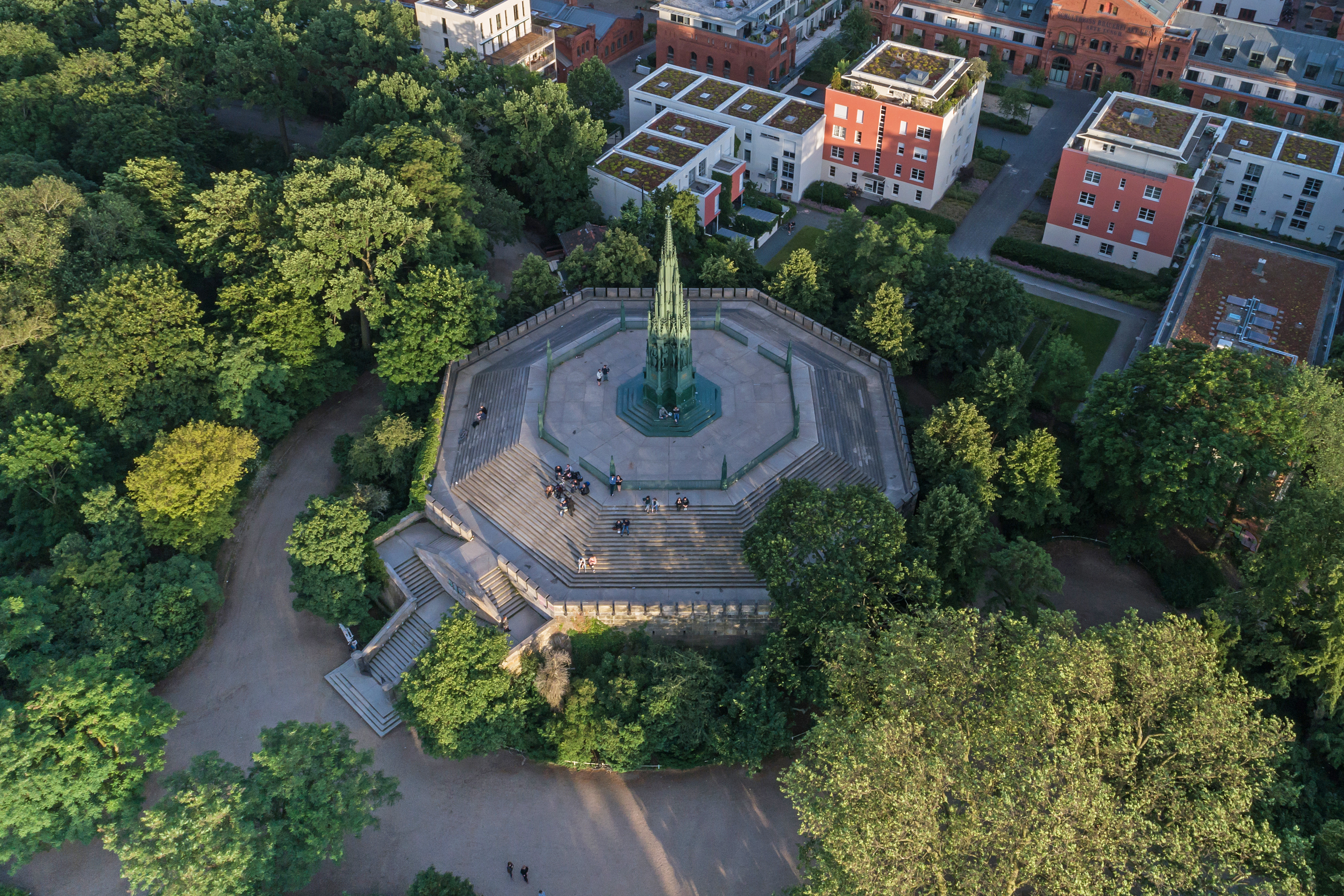
Nationella minnesmärket för befrielsekriget från Napoleon
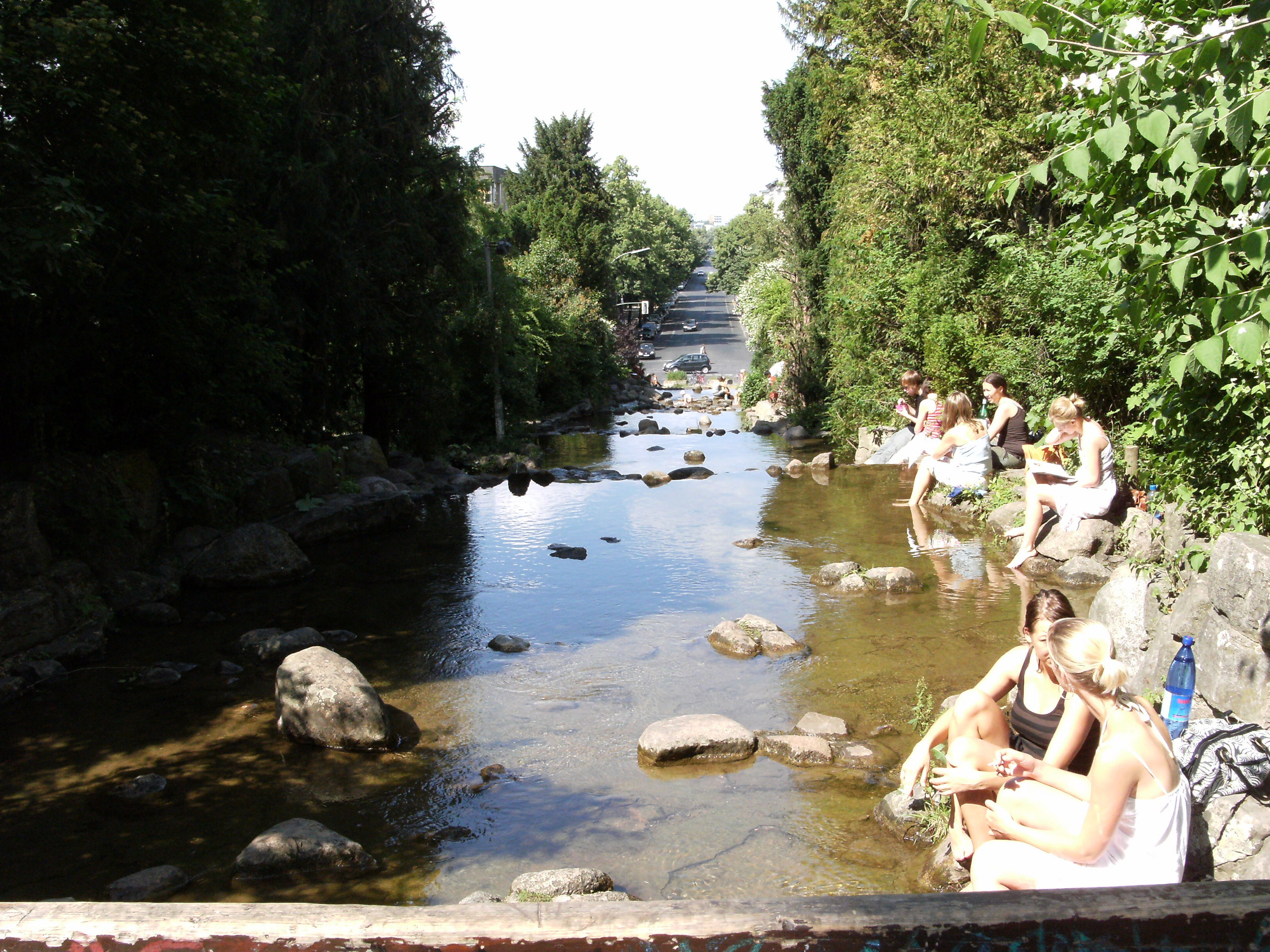
Vatten i Viktoriapark
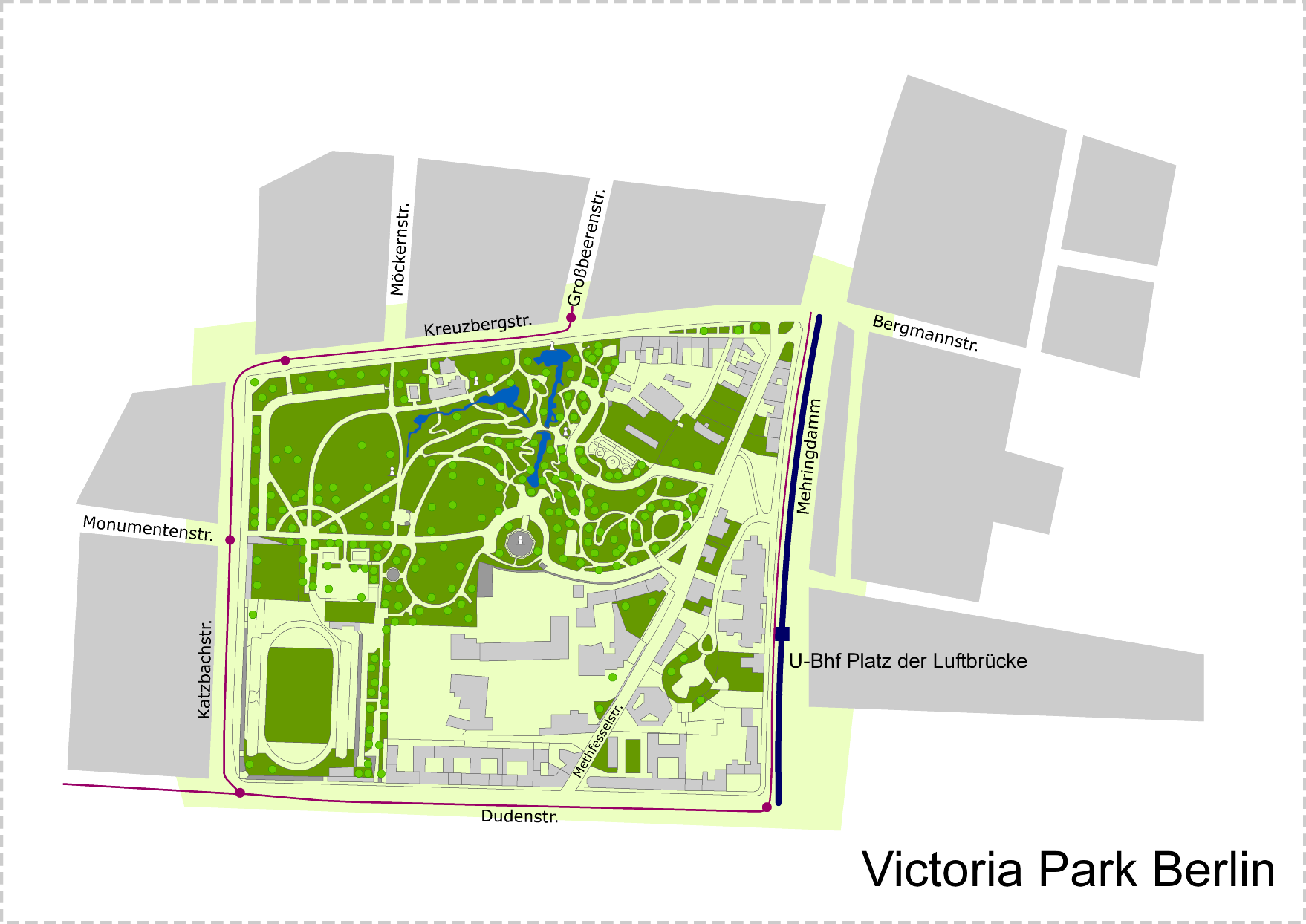
Karta över Viktoriapark och tunnelbanestation Platz der Luftbrücke
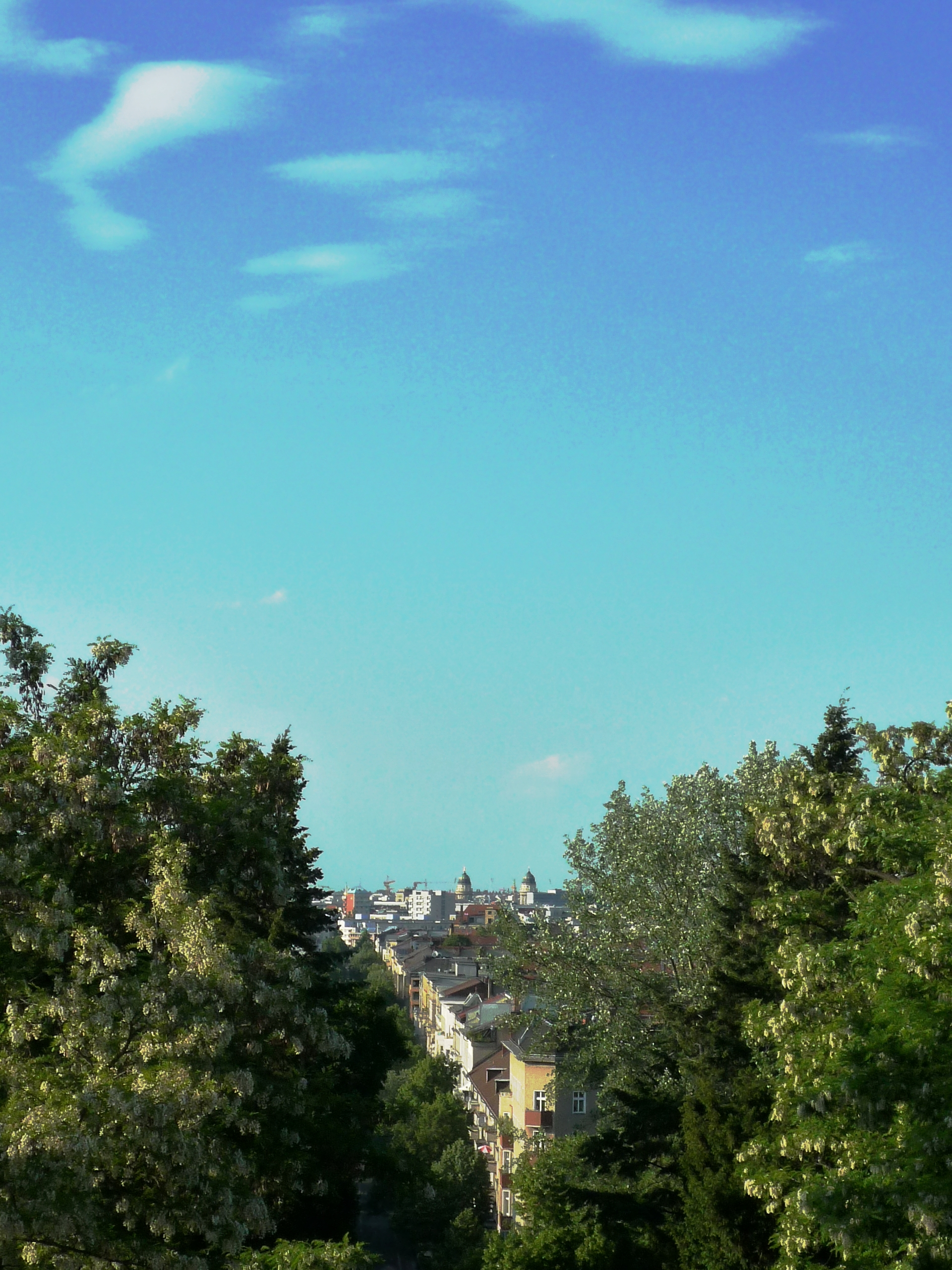
Utsikt från Viktoriapark